# Benaska
Benaska är de mineralbeståndsdelar i ben, som återstår efter förbränning av den organiska substansen. De här huvudsakligen kalciumfosfat (omkring 80 %) och kalciumkarbonat (omkring 10 %).
Benaska användes tidigare för framställning av fosfor och fosforsyra, mjölkglas, glasyrer, keramiskt material i drivugnar och muffelugnar och som polerings- och putsmedel.